# La donna è mobile
"La donna è mobile" [la ˈdɔnna ɛ ˈmɔːbile] (A mulher é volúvel) é uma ária do terceiro ato da ópera Rigoletto criada por Giuseppe Verdi.
A primeira performance dessa ária foi feita em 1851 pelo tenor Raffaele Mirate. Muitos tenores famosos já a interpretaram, como Enrico Caruso, Luciano Pavarotti, Juan Diego Flórez, Alfredo Kraus, José Carreras, Plácido Domingo, Jussi Björling, entre muitos outros. Também já foi gravada uma versão feita pelo sopranista Vitas.

## Libreto
| Original Italiana | Tradução para o português |
| --- | --- |
| La donna è mobile. Qual piuma al vento, muta d'accento e di pensiero. Sempre un amabile, leggiadro viso, in pianto o in riso, è menzognero. Refrão La donna è mobil'. Qual piuma al vento, muta d'accento e di pensier! e di pensier'! È sempre misero chi a lei s'affida, chi le confida mal cauto il cuore! Pur mai non sentesi felice appieno chi su quel seno non liba amore! Refrão La donna è mobil' Qual piuma al vento, muta d'accento e di pensier! e di pensier'! | A mulher é volúvel. Como pluma ao vento, muda de palavra e de pensamento. Sempre um amável, gracioso rosto, em pranto ou em riso, é mentiroso. Refrão A mulher é volúvel. Como pluma ao vento, muda de palavra e de pensamento! e de pensamento! É sempre um infeliz quem a ela se entrega, quem lhe confia incautamente o coração! No entanto, nunca se sente feliz plenamente quem naquele seio não saboreia amor! Refrão A mulher é volúvel Como pluma ao vento, muda de ênfase e de pensamento! e de pensamento! |